# 16900 Lozère
16900 Lozère là một tiểu hành tinh vành đai chính với chu kỳ quỹ đạo là 1934.6180774 ngày (5.30 năm).
Nó được phát hiện ngày 27 tháng 2 năm 1998.